# Reinhard Bollmus
Reinhard Bollmus (* 27. Februar 1933 in Frankfurt (Oder); † 30. August 2019 in Trier) war ein deutscher Historiker, der sich hauptsächlich mit der Geschichte des Nationalsozialismus befasste.

## Leben
Nach dem Abitur in Auerbach/Vogtl. machte Bollmus eine Ausbildung zum Bibliothekar und war danach in Göttingen und Göppingen berufstätig. Seit 1958 studierte er Geschichte, Germanistik und Politische Wissenschaften in Tübingen, Heidelberg und Bangor (Wales). 1968 wurde er in Heidelberg bei Werner Conze promoviert. Von 1968 bis 1970 arbeitete er als Wissenschaftlicher Mitarbeiter in einem Forschungsprojekt an der Universität Heidelberg. Von 1970 bis 1998 war Bollmus wissenschaftlicher Mitarbeiter mit Lehrauftrag im Fach Geschichte der Universität Trier. Seit 1998 war er im Ruhestand, bot aber weiterhin Lehrveranstaltungen zur NS- und DDR-Geschichte in Trier an; einem dort laufenden Forschungsprojekt zur Gestapo Trier überließ er vor seinem Tod einen Teil seiner Privatbibliothek sowie Quellenabschriften und Zeitzeugeninterviews.

## Werk
Seine 1970 veröffentlichte Dissertation Das Amt Rosenberg und seine Gegner. Studien zum Machtkampf im nationalsozialistischen Herrschaftssystem gehörte zu den ersten wissenschaftlichen Arbeiten zum Thema der inneren Struktur des nationalsozialistischen Machtapparates. Die Arbeit ist zu einem Klassiker der NS-Forschung geworden und erschien 2006 in zweiter Auflage. Darüber hinaus thematisierte er als einer der Ersten die Verfolgung Homosexueller im Nationalsozialismus. Grundlegend war sein Beitrag über die Geschichte der Stadt Trier während des Dritten Reiches, der 1988 in der anlässlich der 2000-Jahr-Feier der Stadt veröffentlichten dreibändigen Stadtgeschichte erschien.

## Schriften
- Das Amt Rosenberg und seine Gegner: Studien zum Machtkampf im nationalsozialistischen Herrschaftssystem. 2., um einen bibliographischen Essay von Stephan Lehnstaedt erweiterte  Auflage. Oldenbourg, Berlin/Boston 2006, ISBN 978-3-486-59554-3 (Erstausgabe: Deutsche Verlags-Anstalt, Stuttgart  1970). Erstauflage ISBN 3-486-54501-9.
- Handelshochschule und Nationalsozialismus: das Ende der Handelshochschule Mannheim und die Vorgeschichte der Errichtung einer Staats- und Wirtschaftswissenschaftlichen Fakultät an der Universität Heidelberg 1933–34 (= Mannheimer sozialwissenschaftliche Studien. Band 8). Hain, Meisenheim am Glan 1973, ISBN 3-445-00983-X.